# Cerro Negro (volcan)
Pour l’article homonyme, voir Cerro Negro.
Le Cerro Negro est un volcan de la cordillère des Maribios au Nicaragua, à une dizaine de kilomètres du village de Larreynaga. C'est le plus jeune volcan d'Amérique centrale, sa première éruption ayant eu lieu en avril 1850. Il se compose d'un cône de scories basaltiques graveleux, ce qui contraste fortement avec les collines verdoyantes environnantes, et qui lui vaut son nom, qui signifie en français « colline Noire ».
Le Cerro Negro est entré en éruption très fréquemment. Depuis sa naissance en 1850, il a connu environ 23 éruptions, ce qui en fait le volcan le plus actif du Nicaragua. Sa dernière éruption a eu lieu en 1999.
L'aspect inhabituel de certaines de ses éruptions réside dans l'émission de cendres au sommet du cône tandis que la lave jaillit des fractures à la base du volcan.
Le Cerro Negro est un cône de scories polygénique qui fait partie de l'arc volcanique d'Amérique centrale. Il s'est formé par subduction de la plaque de Cocos sous la plaque caraïbe, avec une vitesse de 9 cm/an. Il est le plus grand et le plus méridional des cônes de cendres qui se sont formés le long d'une ligne nord-oues-sud-est dans la cordillère des Maribios.

## Histoire éruptive

### AuXIXesiècle
La première éruption du Cerro Negro eut lieu du 13 avril au 27 mai 1850. L'indice d'explosivité volcanique (VEI) est alors enregistré à 2 sur 8. L'éruption fut de type strombolienne avec des volumes de lave de 54 m3 et de téphras de 650 000 m3.
La seconde éruption du Cerro Negro eut lieu du 14 au 30 novembre 1867. Une fissure radiale et des éruptions explosives se produisirent, avec quelques coulées de lave le long de la fissure orientée NW-SE. L'indice d'explosivité volcanique est enregistré à 2 (type strombolien) et le volume de téphras est de 8 600 000 m3.
La troisième et dernière éruption du Cerro Negro pour ce siècle, se produisit 32 ans plus tard. Elle eut lieu du 22 au 29 novembre 1899. Les éruptions explosives font beaucoup de dégâts. L'indice d'explosivité volcanique est également enregistré à 2 avec un volume de téphras estimé à 1 700 000 m3.

### Au début duXXesiècle

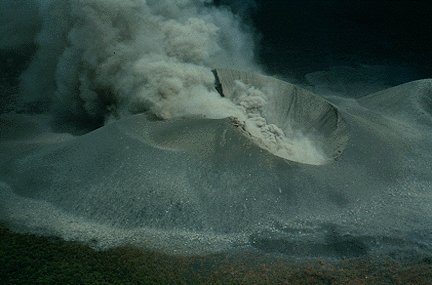
Éruption du Cerro Negro en 1948.

Du 28 octobre au 3 novembre 1914, le volcan connaît une éruption explosive par sa cheminée centrale. Des coulées de boue entraînent des dégâts importants dans les terres, mais ne font pas de pertes humaines car elles n'atteignent aucun village ou ville. L'indice d'explosivité volcanique est une nouvelle fois enregistré à 2, le volume de téphras est de 2 800 000 m3.
Cinq ans plus tard, le Cerro Negro entre en éruption du 20 au 30 juin 1919. C'est une éruption explosive avec un VEI de 2. Les volumes de lave et de téphras ne sont pas relevés.
Juste cinq ans après, du 23 octobre au 11 décembre 1923, le Cerro Negro explose le long du sommet et sur son flanc septentrional. La cheminée centrale et des fissures radiales explosent et les coulées de lave sont observées dans cette éruption sub-plinienne avec un indice d'explosivité volcanique de 3. C'est la plus grosse éruption de l'histoire du Cerro Negro, avec un volume de lave de 10 000 000 m3 et le volume de téphras de 36 000 000 m3.
Le Cerro Negro explose de nouveau du 10 février 1929 au 1er mars 1929. Des coulées de lave importantes résultent de l'explosion des cheminées latérales et de l'ouverture des fissures radiales. Le volume de lave est de seulement 100 000 m3 et l'indice d'explosivité volcanique de 2.
Dix-huit années s'écoulent avant que le Cerro Negro se manifeste à nouveau le 9 juillet 1947. Le VEI est alors enregistré à trois sur le sommet et le flanc nord-est, avec une activité éruptive multiple par l'évent central et par les flancs, caractérisée par d'importantes coulées de lave. Cette intense activité nécessite l'évacuation du village de Malpaisillo et des dommages matériels importants aux cultures et aux biens. Le volume de lave enregistrée était de 38 000 000 m3 et le volume de téphras de 310 000 000 m3.
Moins d'un an plus tard, le 31 mars 1948, le Cerro Negro enregistre une autre éruption strombolienne (VEI 2) par son évent central. Les volumes de lave ou de téphras n'ont pas été enregistrés.
Une éruption semblable a lieu en juin 1949.

### Années 1950
Un autre VEI de trois (sur une échelle de 0 à 8), est mesuré à l'occasion d'une éruption vulcanienne explosive sous-plinienne qui se produit à partir de l'évent central, du 21 novembre au 17 décembre 1950. Les coulées de lave n'entraînent pas d'évacuation. Le volume de lave était de 100 000 m3 et le volume d'éjectas de  38 000 000 m3 pour cette éruption particulière.
Du 4 au 24 septembre 1957, des coulées de lave par le sommet et le flanc Est endommagent des cultures. Les volumes de lave atteignant 4 500 000 m3 et le volume de téphras 2 800 000 m3 (VEI de 2).

### Années 1960 et 1970

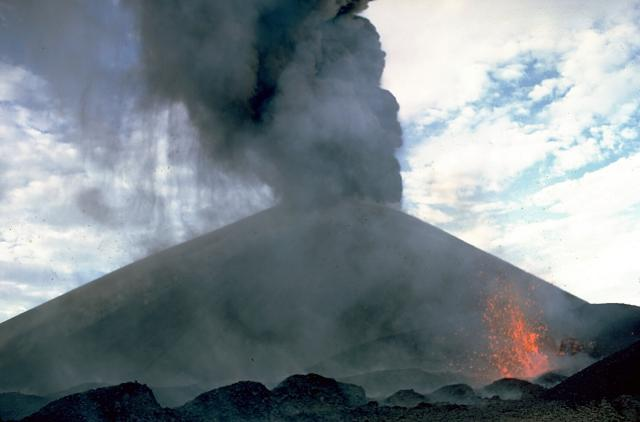
L'éruption du Cerro Negro de 1968

Le 28 septembre 1960, le sommet et le flanc Sud explosent. L'activité volcanique se poursuit jusqu'au 26 décembre. Le VEI est déterminé au niveau 3. Quelques dommages aux cultures environnantes par des coulées de 5 200 000 m3 de lave et les roches expulsées 34 000 000 m3.
Une fissure au flanc NE du Cerro Negro s'ouvre le 25 octobre 1961. Avec un VEI enregistré à seulement 1 et aucun volume de lave ou de téphras, c'est la plus petite éruption du volcan à ce jour.
Une éruption par l'évent central se produit le 21 mars 1962 et dure jusqu'au début avril. Le VEI a été enregistré à 2 et des coulées de lave ont été observées, mais sans aucun dommage.
Exactement un an plus tard, une éruption identique se produit, le 21 mars 1963.
L'activité volcanique du 23 octobre au 10 décembre 1968 marque la formation du cratère Cristo Rey, lorsque le sommet et le flanc sud du Cerro Negro ont éclaté avec un VEI sous-plinien de 3.
Le nouvel orifice forme une coulée de lave de 750 m de long et 600 m sur 3 m d'épaisseur. Treize villages situés au pied du volcan sont évacués le 27 octobre du fait des fortes chutes de cendres. Sur une plus grande échelle, l'éruption nécessite même l'évacuation partielle de la deuxième plus grande ville du Nicaragua, León, où des chutes de cendres de plus de 1 cm d'épaisseur sont mesurées, provoquant des dégâts importants aux toitures. Les coulées de lave ont progressé à la vitesse de 23 m par jour. Les dommages aux terrains environnants ont surpassé les étendues précédentes car la lave coulait par trois des cratères du Cerro Negro. Des fontaines de lave s'élevaient à 30 m de haut et les colonnes de cendres éruptives ont atteint de 2,3 km à 4,8 km d'altitude. En outre, des jets de gaz incandescents d'une hauteur de 120 m émis par des évents pouvaient être vus à plus de 50 km du volcan. Lorsque l'activité volcanique cessa, le volume de lave s'était élevé à 6 900 000 m3 et les téphras totalisaient 27 000 000 m3.
Une autre petite éruption de 1 sur l'échelle VEI se produit du 19 au 29 décembre 1969.
Mais deux ans plus tard, à partir du 14 février 1971, les villages environnants le Cerro Negro doivent de nouveau être évacués en raison de la soudaine éruption (VEI de 3) du sommet et du flanc oriental. Des bombes volcaniques sont projetées à 600 m dans les airs et les gaz incandescents sont libérés entre les éruptions. Des colonnes de cendres s'élèvent à environ 10 km de haut et le volume de téphras dépasse 58 000 000 m3 et s'étale sur plus de 300 km2. Les dommages causés aux cultures et aux bâtiments aux alentours du volcan sont très importants. À León, on mesure une couche de 18 cm de cendres qui provoque de nouveau de très nombreux effondrements d'infrastructures.

### Éruptions récentes
Plus de 20 années s'écoulent sans activité notable du volcan Cerro Negro, jusqu'à ce que l'une des plus grandes éruptions du volcan se produise le 9 avril 1992. L'activité volcanique dure cinq jours. L'éruption principale (VEI de 3) se déroule sur deux jours et produit une colonne de cendres d'environ 7 km de haut. Plus de 20 000 personnes sont immédiatement évacuées, principalement en raison des avaries causées au système de distribution d'eau, jusqu'à ce que l'éruption cesse le 14 avril. L'éruption provoque plusieurs décès et d'importants dégâts à cause du grand volume de téphras émis (26 000 000 m3, ce qui produit environ quatre centimètres de cendres dans la plus grande partie de la ville de León, avec comme conséquence l'effondrement de nombreux toits avec son lot de blessés et de morts.
Trois ans plus tard, l'activité volcanique recommence le 29 mai 1995 avec une éruption en 2 phases.
Dans la première phase, de petites éruptions phréatiques se produisent fréquemment, avec une moyenne de 100 à 160 explosions par jour. Ces éruptions stromboliennes génèrent des colonnes de cendres de convection de 200 à 1 000 mètres de hauteur. Elles durent pendant 79 jours. Une coulée pyroclastique de basse énergie est observée sur le flanc nord-ouest le 2 juin. Après le 6 juin, le nombre d'éruptions diminue progressivement (de 30 à 40 éruptions par jour). Le 19 juillet, toute activité volcanique cesse pour une période de 95 jours.
À la mi-novembre, le hiatus est terminé et la deuxième phase commence. Les éruptions se poursuivent jusqu'au 3 décembre 1995. Pendant cette seconde phase, les éruptions sont plus violentes. Des bombes volcaniques et des blocs de deux mètres de diamètre sont éjectés du Cerro Negro. Des colonnes de cendres atteignent des épaisseurs de 2 à 2,5 mètres. Alors que le VEI n'a été mesurée qu'à la valeur deux, les explosions du cratère central, les coulées pyroclastiques, les éruptions phréatiques et l'expulsion de lave, caractérisent cette période. Une nouvelle lave rempli environ les 2/3 du cratère créé en 1992. Les flux de lave supplémentaires causent des dommages aux terres jusqu'à 1,5 km au nord du cône de base. Les cendres se déposent à la moyenne de deux millimètres par jour à León située à environ 20 km du volcan. Aucun décès n'est à déplorer lors de l'évacuation des 6 000 personnes des villages environnants. Dans l'ensemble, le volume d'écoulement de lave atteint 8 000 000 m3 et le volume de téphras culmine à 5 800 000 m3, ajoutant environ 50 mètres à l'altitude du cône de scories.
La dernière activité volcanique du Cerro Negro s'est produite le 5 août 1999 et a duré deux jours. Trois tremblements de terre (magnitude 5.2) sont survenus en trois heures, ce qui a déclenché une éruption à petite échelle du volcan. C'était la première fois dans l'histoire du Cerro Negro que des tremblements de terre de grande ampleur ont précédé l'éruption. Le VEI n'a été enregistré qu'à la valeur 1. Le flanc sud (près du cratère Cristo Rey) a connu une éruption par une fissure radiale, avec des éruptions explosives et phréatiques par trois nouveaux évents. Des évacuations à petite échelle des villages environnants ont été effectuées. La faible volatilité du magma basaltique a généré seulement un volume de lave de 600 000 m3. En outre, le volume de téphras n'a été que de l'ordre de 1 000 000 m3. Cette activité volcanique du Cerro Negro a été tectoniquement induite. Si les tremblements de terre ne s'étaient pas produits, l'éruption n'aurait également pas eu lieu.
L'éruption d'août 1999 est la plus récente au Cerro Negro, bien qu'une forte activité sismique ait été enregistrée au début de 2004.
En 1998, une éruption a d'abord été supposée avoir eu lieu peu de temps après le passage de l'ouragan Mitch. Mais il est apparu plus tard que le gonflement du volcan avait été provoqué par les grandes quantités de vapeur d'eau induites par la pluie qui s'était infiltrée dans la lave encore chaude de l'éruption de 1995.

## Évaluation et prévention des risques

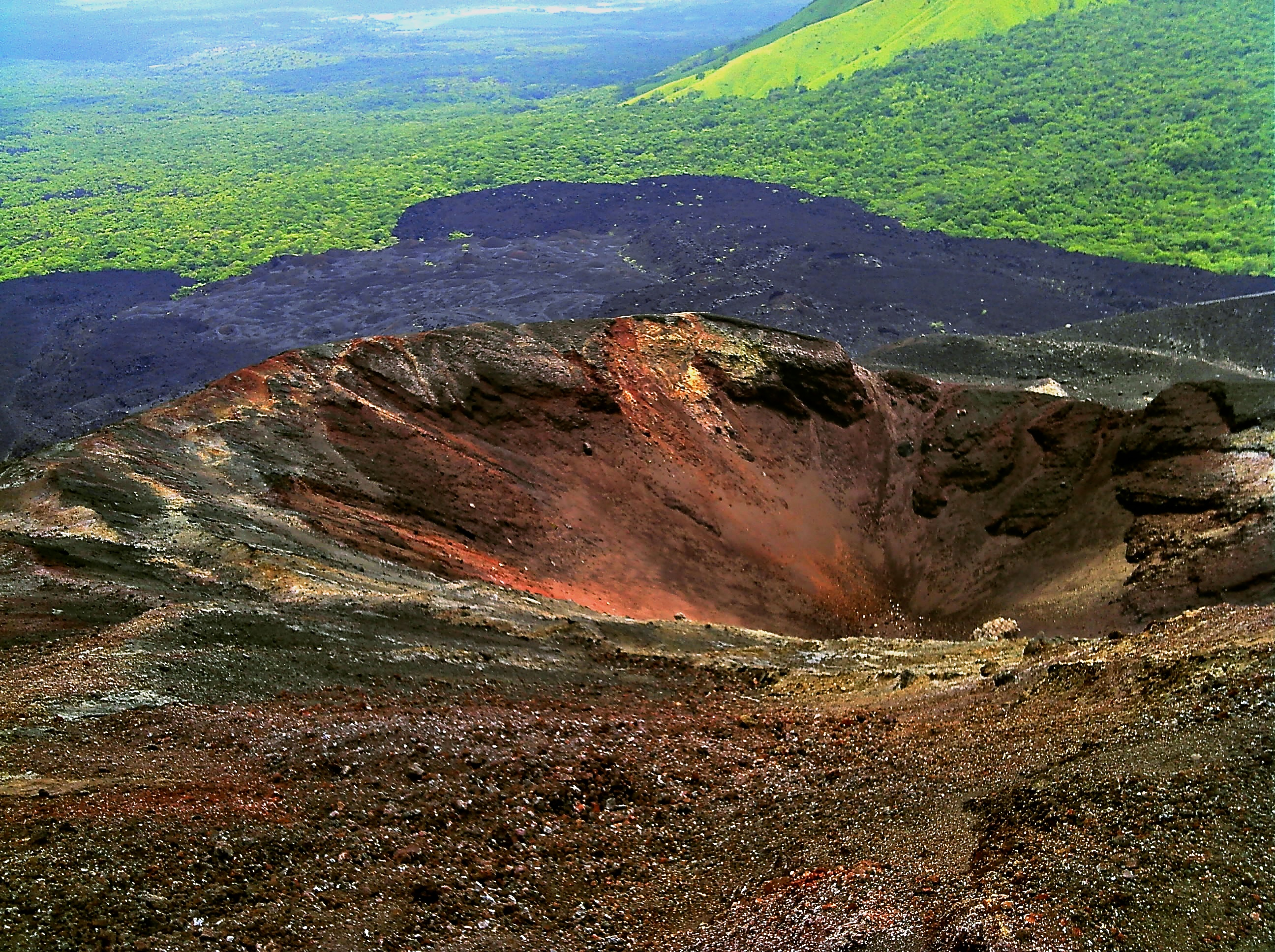
Le cratère principal du Cerro Negro en 2011.

Le cratère sommital et les fissures créées lors de l'éruption de 1999 sont actuellement la principale source de flux de gaz volcaniques. On estime que la production totale de CO2 du Cerro Negro est de 2 800 t par jour.
Bien que le volcan Cerro Negro soit seulement actif depuis 1850, il est entré en éruption plus de 20 fois, ce qui est très actif par rapport à la plupart des volcans. Cette sur-activité du volcan a permis de bien documenter son évolution. On a ainsi découvert que la périodicité d'une future éruption est en corrélation avec le volume de lave et de téphras de l'éruption significative précédente. Un modèle prévisionnel « temps-volume » du volcan a ainsi été établi. Bien qu'une éruption de petite ampleur ait eu lieu 1999, on s'attend donc à une autre éruption à grande échelle dans un avenir proche.
Le Cerro Negro ne diffère pas de la plupart des volcans par les nombreux risques qui lui sont associés. Ces risques comprennent les coulées de lave, les coulées de boue, les coulées pyroclastiques et les tremblements de terre, mais les plus grands dangers du Cerro Negro sont les effets des retombées de cendres et de téphras. Toutefois, il est heureux que le Cerro Negro se trouve dans une zone relativement moins peuplée du Nicaragua et que de ce fait, il y a peu de risques par rapport à beaucoup d'autres volcans du monde.
Actuellement, le Cerro Negro est surveillé par le réseau sismique du Nicaragua, qui est affilié à l'INETER (Instituto Nicaraguense de Esdudios Territoriales). Ce programme met en œuvre un total de 36 stations à travers le Nicaragua dont une station de surveillance sur le Cerro Negro. L'activité sismique, les concentrations de gaz, les déformations de surface et les variations de température sont soigneusement surveillées afin de prévoir le plus tôt possible la survenue d'une éruption et ainsi essayer d'atténuer ses effets.
Lors de l'une de ces éruptions, le Cerro Negro a « accouché » d'un petit volcan annexe appelé localement Cerrito Negro (le « fils du Cerro Negro ») sur le versant sud. Les sentiers menant au cratère se trouvent à son pied.

## Activités touristiques
Le volcan est situé dans l'une des plus de 70 réserves naturelles du Nicaragua, la réserve naturelle du complexe volcanique Pilas el Hoyo qui comprend le Cerro Negro, l'ensemble des structures volcaniques complexes de Las Pilas et de El Hoyo, ainsi que le maar d'Asososca. Sur la piste d'accès au Cerro Negro, un petit musée expose des documents sur son activité.
L'ascension pédestre du volcan par son versant oriental est très aisée en 1 h 30 environ pour de bons randonneurs avec l'équipement de base. Au sommet, souvent très venté, un sentier permet d'effectuer le tour presque complet du cratère. La descente peut être effectuée par la face occidentale en quelques minutes à pied ou plus rapidement en luge sur les scories.